# Wulkan eksplozywny
Wulkan eksplozywny – wulkan, którego dominującymi produktami erupcji są gazy oraz materiał piroklastyczny. Wybuchy tego typu wulkanów mają zawsze przebieg bardzo gwałtowny.